# Guyuan
Guyuan (chiń. 固原; pinyin Gùyuán) – miasto o statusie prefektury miejskiej w Chinach, w regionie autonomicznym Ningxia. Prefektura miejska w 1999 roku liczyła 1 919 079 mieszkańców.

## Podział administracyjny
Prefektura miejska Guyuan podzielona jest na:
- dzielnicę: Yuanzhou,
- 4 powiaty: Xiji, Longde, Jingyuan, Pengyang.